# Абрамов Яків Васильович
Я́ків Васи́льович Абра́мов (1858, Ставрополь — 1906) — публіцист і діяч освіти 1880—1890-х. Псевдонім — Федосіївець.

## Біографічні дані
Вивчав історію недільних шкіл у Росії й, зокрема, в Україні. Брав участь у роботі Харківської жіночої недільної школи, засновником і керівником якої була Христина Алчевська.

## Твори
Написав низку нарисів про життя народів Росії кінця 19 століття. Співробітничав у журналі «Русская школа».
Серед педагогічних творів:
- «Приватна жіноча недільна школа в Харкові та недільні школи взагалі» (Харків, 1890).
- «Наші недільні школи. їх минуле та сучасне» (Санкт-Петербург, 1900).
- Абрамов Я. В. Частная женская воскресная школа в Харькове и воскресные школы вообще / Я. В. Абрамов. — Харьков: Тип. А. Дарре, 1890. — 56 с. [Архівовано 20 вересня 2020 у Wayback Machine.]